# Marco Serpellini
Marco Serpellini (Lovere, província de Bèrgam, Llombardia, 14 d'agost de 1972) és un ciclista italià, que fou professional entre 1994 i 2006.
Com a ciclista en categoria junior es proclamà campió del món a Middlesbrough el 1990. El 1994 passà al professionalisme de la mà de l'equip Lampre. No serà fins al 1996 quan aconsegueixi la primera victòria professional, el Gran Premi Pino Cerami.
El 1998 farà la seva millor temporada com a professional, guanyant la Volta a Portugal i el Giro del Piemont, a més d'acabar novè a la Volta a Espanya.
La seva darrera victòria fou en una etapa de la Cursa de la Pau de 2006.

## Palmarès
- 1989
  - Vencedor d'una etapa del Gran Premi Rüebliland
- 1990
  -  Campió del món júnior en ruta
- 1992
  - 1r al Giro del Canavese
- 1996
  - 1r al Gran Premi Pino Cerami
- 1997
  - 1r al Giro del Medio Brenta
- 1998
  - 1r a la Volta a Portugal i vencedor d'una etapa
  - 1r al Giro del Piemont
  - 1r al Gran Premi Pino Cerami
- 2000
  - 1r al Gran Premi Bruno Beghelli
  - Vencedor d'una etapa de l'Euskal Bizikleta
- 2003
  - 1r al Gran Premi de la vila de Camaiore
- 2006
  - Vencedor d'una etapa de la Cursa de la Pau

### Resultats al Tour de França
- 1994. Abandona (16a etapa)
- 1995. 111è de la classificació general
- 1999. 55è de la classificació general
- 2001. 125è de la classificació general
- 2002. 74è de la classificació general

### Resultats al Giro d'Itàlia
- 1998. 70è de la classificació general
- 2004. 71è de la classificació general

### Resultats a la Volta a Espanya
- 1997. 16è de la classificació general
- 1998. 9è de la classificació general